# Horton, Northamptonshire
Horton är en by i civil parish Hackleton, i distriktet West Northamptonshire, i grevskapet Northamptonshire i England. Byn är belägen 9 km från Northampton. Horton var en civil parish fram till 1935 när blev den en del av Hackleton. Civil parish hade 139 invånare år 1931. Byn nämndes i Domedagsboken (Domesday Book) år 1086, och kallades då Hortone.